# Джэбе

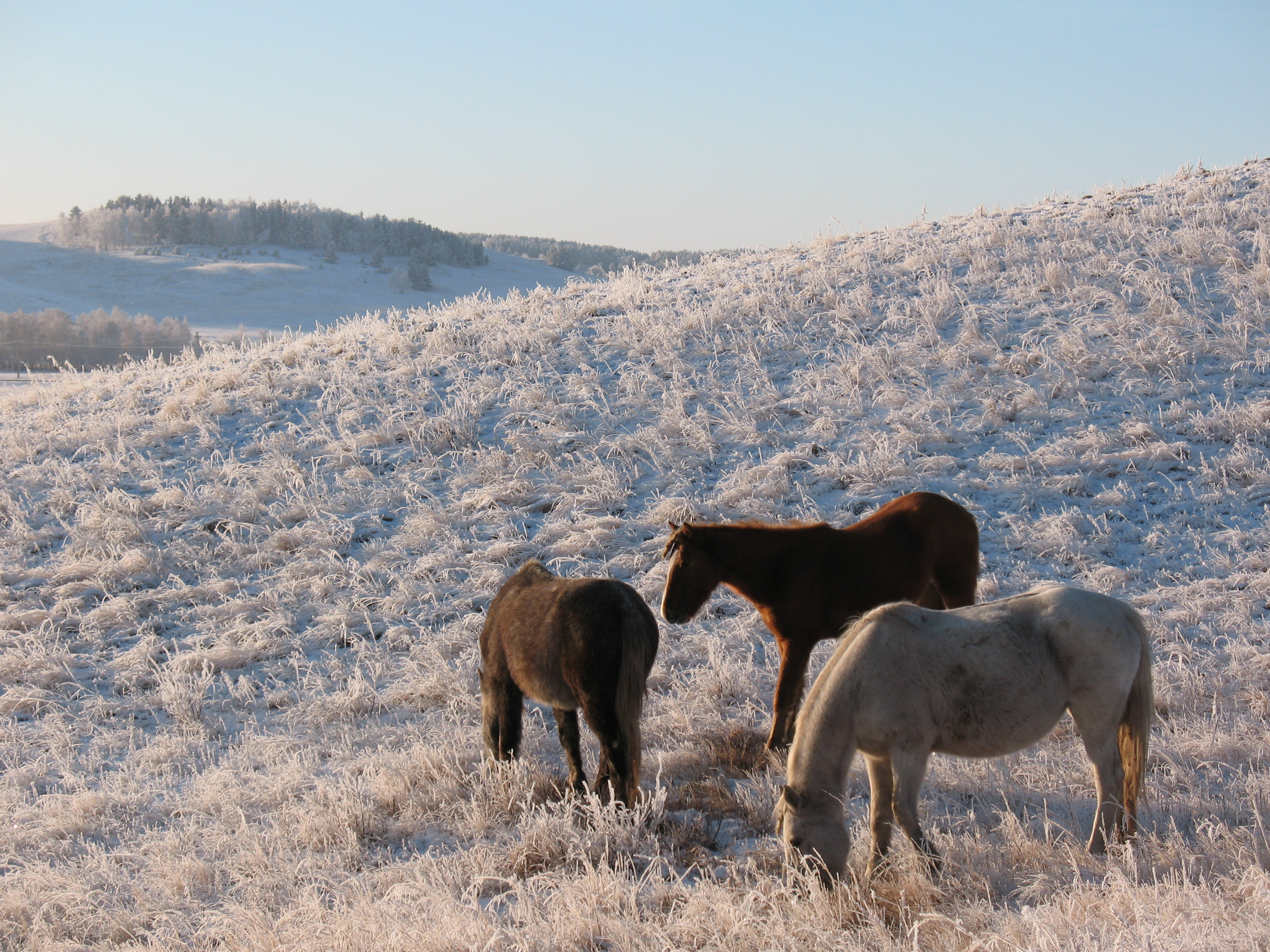
Табун лошадей на зимнем пастбище

Джэбе (джебе, джабе) — одна из старейших пород казахских лошадей, самые крупные представители казахской породы, выведенной на территории Казахстана и ныне разводимой в этой стране и прилегающих к ней территориях. Выносливая и неприхотливая порода, табунного содержания, степного типа, приспособленная к жизни в суровых условиях.

## Происхождение
Согласно научным данным одомашнивание лошадей на территории современного Казахстана произошло более 5 000 лет назад. Порода лошадей джэбе ведёт свою родословную от древней казахской лошади. Джэбе относится к аборигенным породам лошадей, близкой к монгольским породам, скорее всего произошедших от одного предка, возможно от лошади Пржевальского.
Современные джэбе — самые крупные представители казахской лошади, выведенной на территории современного Казахстана и разводимой в настоящее время в Республике Казахстан и прилегающих к ней территориях. Формирование породы проходило на юге современной Актюбинской области. Велика роль в сохранении и развитии породы — Эмбинского конного завода, открытого в этой области в 1930 году.
В течение продолжительного времени для улучшения экстерьера лошадей породы джэбе скрещивали с жеребцами донской породы, несмотря на это джэбе существенно массивнее донских лошадей. Лошади породы джэбе выносливые и неприхотливые, пригодные для верховой езды/. Сейчас в Казахстане работают над выведением новой породы — мугоджарской на основе разведения чистопородных линий лошадей породы джэбе. Работа ведётся в ряде коневодческих хозяйств, расположенных в разных областях Казахстана, каждое из которых имеет по несколько линий от разных производителей.

## Экстерьер
Джэбе самые крупные представители казахской породы. У лошадей этой породы пропорциональная голова с широкой лобной частью, небольшими ушами и хорошо развитой челюстной мускулатурой. Шея нормальной длины, чаще низкого постава, загривок от нормального до короткого, холка мускулистая. Лошади джэбе в основном низкорослые, высота в холке 1,44—1,80 метра, спина прямая и широкая с крепкой поясницей. Грудная клетка округлая, умеренной глубины и ширины, лопатка короткая, круто поставленная. Круп короткий, у некоторых лошадей свислый, с развитой мускулатурой. Передние ноги крепкие, правильно поставленные, с плотным копытом, короткими и густыми щётками.
Масти лошадей породы джэбе — темно-гнедая, гнедая, темно-рыжая и серая. 

## Содержание
Джэбе — очень выносливая и неприхотливая порода, приспособленная к жизни в суровых условиях. Это порода лошадей табунного содержания, степного типа. Формирование породы проходило при свободном выпасе в табуне в течение всего года. Это обусловило способность лошадей джэбе к выживанию в самых экстремальных условиях суровой зимы и бескормицы и способность самим находить пропитание зимой — тебенёвке.
Лошади джэбе используются местным населением для транспортировки, а также как источники мяса и молока. Масса лошади породы джэбе 3,5 летнего возраста составляет до 430 кг, мясо обладает отличными вкусовыми качествами и калорийностью. Выход мяса при забое составляет 53-60 %, удои молока от 10-15 до 20 кг в день.